# Deraeocoris lutescens

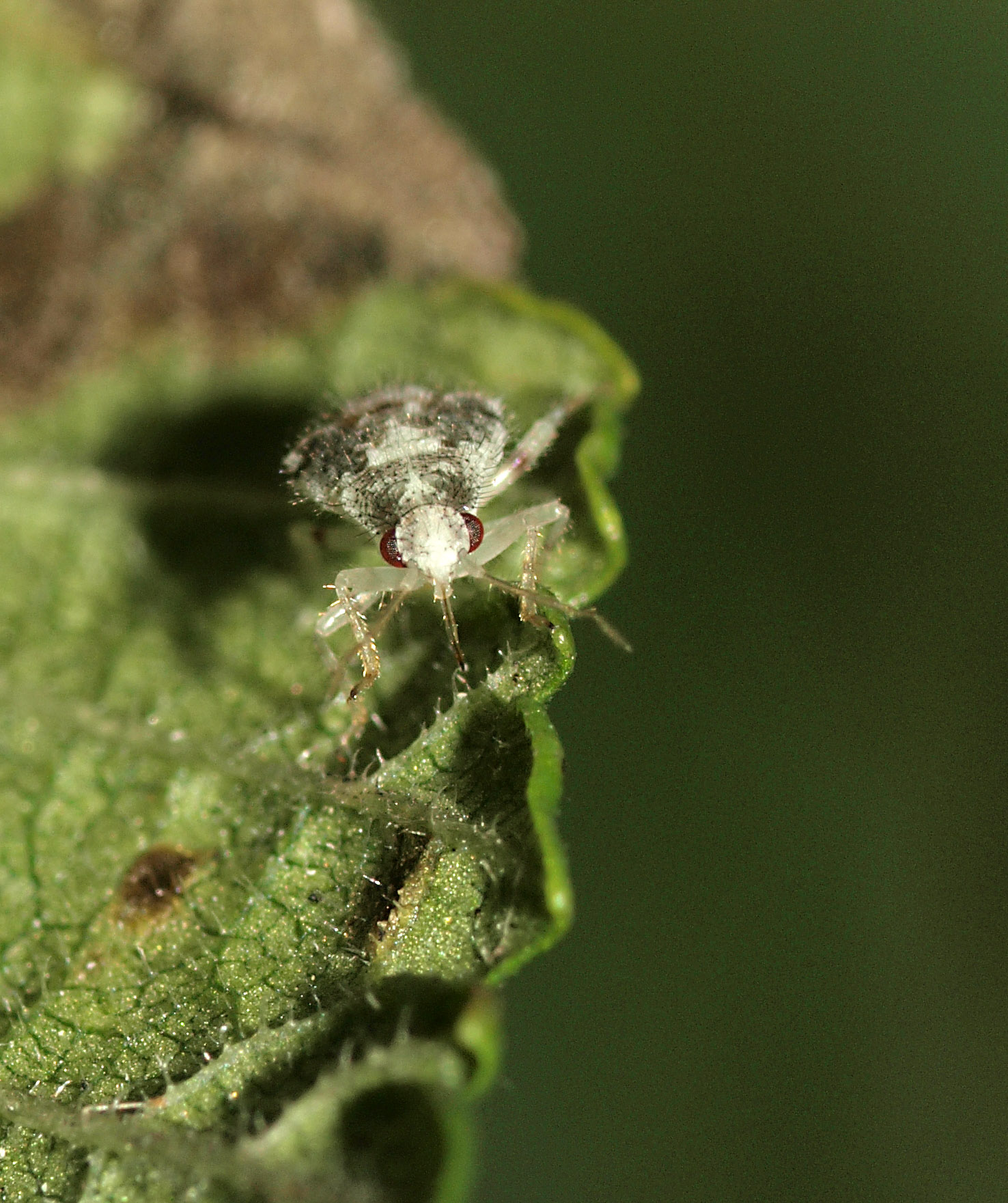
Nymphe von Deraeocoris lutescens

Deraeocoris lutescens, auch Helle Halsringweichwanze genannt, ist eine Wanzenart aus der Familie der Weichwanzen (Miridae).

## Merkmale
Die Wanzen werden 3,7 bis 4,5 Millimeter lang. Sie haben eine orange-braune Grundfarbe mit schwärzlicher Musterung und durchscheinenden Hemielytren. Die Art ist zwar teilweise variabel, man findet jedoch in der Regel zwei dunkle Flecken auf dem unpunktierten Schildchen (Scutellum). Die Nymphen sind hell gefärbt und besitzen lange Borsten.

## Vorkommen und Lebensraum
Die Art ist vom Süden Skandinaviens bis in den Mittelmeerraum und Nordafrika sowie östlich bis in den Kaukasus verbreitet. Sie ist in Mitteleuropa weit verbreitet und häufig.

## Lebensweise
Die Wanzen ernähren sich räuberisch und leben auf verschiedenen Laubgehölzen, insbesondere an Linden (Tilia), Eichen (Quercus), Ahornen (Acer), Haseln (Corylus) und Ulmen (Ulmus), seltener auch an Obstbäumen wie Äpfeln (Malus) und anderen Laubbäumen. Man kann die Art aber auch auf Nadelbäumen wie Kiefern (Pinus), Lärchen (Larix), Wacholdern (Juniperus) oder Lebensbäumen (Thuja) finden. Sie saugen überwiegend an Blattläusen und Blattflöhen und auch kleinen Schmetterlingsraupen. Die adulten Wanzen überwintern, nicht selten in großen Gruppen unter großflächig loser Rinde, beispielsweise der von Platanen, Berg-Ahorn oder Kastanien. Selten überwintern sie auch in trockener Bodenstreu oder dringen in Wohnungen ein. Die Weibchen legen ihre Eier im Mai und Juni, selten auch früher ab. Sie versenken diese tief in den jungen verholzten Trieben der Wirtsbäume. Die Nymphen kann man von Mai bis in den September finden, die adulten Tiere der neuen Generation treten ab Mitte Juli auf.

## Belege